# Paulo Estrela
Paulo Estrela Moreira Alves (Paços de Ferreira, 20 febbraio 1999) è un calciatore portoghese, centrocampista del Skënderbeu.

## Carriera

### Club
Cresciuto nel settore giovanile del Porto, dal 2017 al 2018 disputa 14 partite con la squadra riserve. Il 19 giugno 2019 viene acquistato dalla Portimonense, firmando un contratto valido fino al 2022. Esordisce in Primeira Liga il 16 aprile 2022, in occasione dell'incontro perso per 7-0 contro la sua ex squadra del Porto.

### Nazionale
Ha giocato nelle nazionali giovanili portoghesi Under-16, Under-17 ed Under-18.

## Statistiche

### Presenze e reti nei club
Statistiche aggiornate al 16 gennaio 2023.
| Stagione            | Squadra             | Campionato          | Campionato | Campionato | Coppe nazionali | Coppe nazionali | Coppe nazionali | Coppe continentali | Coppe continentali | Coppe continentali | Altre coppe | Altre coppe | Altre coppe | Totale | Totale |
| Stagione            | Squadra             | Comp                | Pres       | Reti       | Comp            | Pres            | Reti            | Comp               | Pres               | Reti               | Comp        | Pres        | Reti        | Pres   | Reti   |
| ------------------- | ------------------- | ------------------- | ---------- | ---------- | --------------- | --------------- | --------------- | ------------------ | ------------------ | ------------------ | ----------- | ----------- | ----------- | ------ | ------ |
| 2017-2018           | Porto B             | LdH                 | 1          | 0          |                 | -               | -               |                    | -                  | -                  |             | -           | -           | 1      | 0      |
| 2018-2019           | Porto B             | LdH                 | 13         | 0          |                 | -               | -               |                    | -                  | -                  |             | -           | -           | 13     | 0      |
| Totale Porto B      | Totale Porto B      | Totale Porto B      | 14         | 0          |                 | -               | -               |                    | -                  | -                  |             | -           | -           | 14     | 0      |
| 2019-2020           | Portimonense        | PL                  | 0          | 0          | CP+CdL          | 0               | 0               |                    | -                  | -                  |             | -           | -           | 0      | 0      |
| 2020-2021           | Portimonense        | PL                  | 0          | 0          | CP              | 0               | 0               |                    | -                  | -                  |             | -           | -           | 0      | 0      |
| 2021-2022           | Portimonense        | PL                  | 1          | 0          | CP+CdL          | 0               | 0               |                    | -                  | -                  |             | -           | -           | 1      | 0      |
| 2022-2023           | Portimonense        | PL                  | 14         | 1          | CP+CdL          | 1+2             | 0               |                    | -                  | -                  |             | -           | -           | 17     | 1      |
| Totale Portimonense | Totale Portimonense | Totale Portimonense | 15         | 1          |                 | 3               | 0               |                    | -                  | -                  |             | -           | -           | 18     | 1      |
| Totale carriera     | Totale carriera     | Totale carriera     | 29         | 1          |                 | 3               | 0               |                    | -                  | -                  |             | -           | -           | 32     | 1      |

## Palmarès

### Club

#### Competizioni giovanili
- UEFA Youth League: 1

Porto: 2018-2019